# Beneš-Mráz Bibi
Beneš-Mráz Bibi là một loại máy bay thể thao hai chỗ của Tiệp Khắc trong thập niên 1930.

## Biến thể
Be-501 Bibi
Be-502 Bibi
Be-550 Bibi
Be-555 Super Bibi

## Tính năng kỹ chiến thuật
Đặc điểm tổng quát
- Kíp lái: 1 phi công
- Sức chứa: 1 hành khách
- Chiều dài: 7.15 m (23 ft 5 in)
- Sải cánh: 11.50 m (37 ft 9 in)
- Diện tích cánh: 14.0 m2 (151 ft2)
- Trọng lượng rỗng: 240 kg (529 lb)
- Trọng lượng có tải: 560 kg (1,235 lb)
- Powerplant: 1 × Walter Mikron, 48 kW (65 hp)

Hiệu suất bay
- Vận tốc cực đại: 195 km/h (122 mph)
- Tầm bay: 700 km (436 dặm)
- Trần bay: 4,000 m (13,120 ft)